# Купавна (станція)
Купавна (рос. Купавна) — залізнична станція Горьківського напрямку Московської залізниці у Богородському міському окрузі Московська область, Росія. Входить до складу Московсько-Курського центру організації роботи залізничних станцій ДЦС-1 Московської дирекції управління рухом. За основним характером роботи є проміжною, за обсягом роботи — 2-го класу.
На південь від станції вздовж неї пролягає межа Богородського міського округу з мікрорайоном Купавна міста Балашихи (до 2004 року дачного селища). На схід від станції знаходиться мікрорайон Вишняківські дачі міста Електроуглі. Розташована за 30 км від станції Москва-Пасажирська-Курська, час руху — близько 42 хвилин.

## Історія
Відкрита у 1898 році під первинною назвою товарний «Пост 27-й версти» Московсько-Нижньогородської залізниці, згодом — «Пост Купавна», а з 1916 року — «Купавна». Назва станції походить від фабричного села Стара Купавна, яке вона на той час обслуговувала.
5 вересня 1975 року приміський електропоїзд ЕР1-219 сполученням  Захарово — Москва, проїжджаючи стрілочний перевод у парній горловині станції Купавна, зіткнувся бічною частиною 8 вагона вантажного поїзда, що прямував у зворотному напрямку. Вантажний поїзд розірвало, його вагони почали натрапляти на вагони електропоїзда. В результаті аварії 18 осіб загинуло, 35 осіб поранено

## Інфраструктура
На станції 2 головні колії, 3 приймальні, 2 пасажирські платформи, сполучених між собою лише настилом через колії. Станція не обладнана турнікетами. На південь від платформи — мікрорайон «Купавна».

## Пасажирське сполучення
На станції Купавна зупиняються приміські електропоїзди.